# میجو
لی سونگ آه (کره‌ای: 이승아؛ زادهٔ لی می جو (کره‌ای: 이미주) در ۳ سپتامبر ۱۹۹۴) که بیشتر با نام میجو شناخته می‌شود، خواننده، رقصنده و انترتینر اهل کره جنوبی است. او در نوامبر ۲۰۱۴ به عنوان یکی از اعضای گروه دخترانهٔ کی-پاپ لاولیز زیر نظر وولیم انترتینمنت فعالیت خود را آغاز کرد.

## اوایل زندگی
میجو زادهٔ ۲۳ سپتامبر ۱۹۹۴ در شهرستان اوکچئون، استان چونگچئونگ شمالی، کره جنوبی است.

## فعالیت‌های خیرخواهانه
در ۱۲ اوت ۲۰۲۲، میجو مبلغ ۳۰ میلیون وون از طریق انجمن امدادرسانی پل امید کره برای سیل ۲۰۲۲ کره جنوبی اهدا کرد.